# João Alfacinha da Silva
João Alfacinha da Silva, que escrevia sob o pseudónimo Alface,  (Montemor-o-Novo, 1949 — Lisboa, 2 de março de 2007) foi um escritor, jornalista, guionista para televisão, publicitário e dramaturgo português.

## Carreira
Alface nasceu no Alentejo, mas foi em Lisboa que passou grande parte da sua vida.  Após frequentar direito e psicologia, cursos que nunca completou, trabalhou no República, Emissora Nacional e Rádio Comercial; escreveu textos para os programas televisivos "Ensaio" e "Impacto", do produtor João Martins, antes do 25 de Abril; foi um dos fundadores da cooperativa Cinequipa; e coordenou um grupo de argumentistas de telenovelas, na NBP, para a TVI. 
A sua estreia literária deu-se em 1977 com Os Lusíadas, em parceria com Manuel Silva Ramos, edição da Assírio & Alvim. Este livro faz parte de uma trilogia, juntamente com As Noites Brancas do Papa Negro (1982) e Beijinhos (1996), editados na Fenda. Em 2004 publica o seu único romance, Cá vai Lisboa, sobre "um presidente da câmara (personagem de ficção mas se calhar com alguns traços de anteriores presidentes da Câmara de Lisboa), que apoiava tudo o que era minorias e, no caso, um grande entusiasta da inserção num santuário do marialvismo lisboeta de um clube gay, patrocina a sua existência em Alfama."
Na época da sua morte encontrava-se a traduzir para a editora D. Quixote as 900 páginas do romance Les Bienveillantes, do norte-americano Jonathan Litell, que ganhou o Prémio Goncourt de 2006.

## Morte
Faleceu aos 57 anos de idade, devido a um AVC ocorrido quando participava numa Comunidade de Leitores dedicada ao seu romance, Cá Vai Lisboa, animada por Maria João Seixas, que  decorria na Culturgest, em Lisboa.
O autor era casado com a pintora Gina Frazão, tinha duas filhas e dois netos. O seu corpo foi velado na Igreja S. João de Brito, em Lisboa, sendo sepultado no Cemitério Municipal de Montemor-o-Novo, terra natal do escritor.

## Obras Publicadas
- Em parceria com Manuel da Silva Ramos:
  - Os Lusíadas (1977)
  - As Noites do Papa Negro (1982)
  - Beijinhos (1996)

- Livros de contos:
  - Cuidado com os Rapazes (1982)
  - O Fim das Bichas (1999)

- Histórias Juvenis da série "Família sem Mestre":
  - Um Pai Porreiro Ganha Muito Dinheiro (1977)
  - Uma Mãe Porreira é Pra Vida Inteira (1998)
  - Filhos Assim Dão Cabo de Mim (1999)
  - Avó Não pise o Cocó (2000)
  - A Prima Fica Por cima (2001)

- Romance:
  - Cá vai Lisboa (2004)